# Sebastian Müller (Bischof)
Sebastian Müller (* 21. Januar 1584 in Trübenbach; † 20. Oktober 1644) war ein deutscher römisch-katholischer Geistlicher.
Müller studierte 1610 an der Universität Dillingen und von 1612 bis 1615 am Germanikum in Rom.
Müller wurde 1616 zum Priester für das Bistum Augsburg geweiht. Papst Urban VIII. ernannte ihn am 28. April 1631 zum Titularbischof von Adramyttium und Weihbischof in Augsburg. Kardinal Luigi Capponi (Kardinal), Erzbischof von Ravenna, spendete ihn am 1. Mai 1631 die Bischofsweihe. Mitkonsekratoren waren Antonio Lambardi, Titularerzbischof von Nazareth, und Tegrimus Tegrimi, Bischof von Assisi.